# Khung năng lực ngoại ngữ 6 bậc dùng cho Việt Nam
Khung năng lực ngoại ngữ 6 bậc dùng cho Việt Nam là một khung tham chiếu trình độ ngoại ngữ của giáo viên và người dùng ngoại ngữ Việt Nam theo Thông tư số 01/2014/TT-BGDĐT ban hành ngày ngày 24 tháng 01 năm 2014 của Bộ Giáo dục và Đào tạo Việt Nam.
Theo khung này, trình độ ngoại ngữ của người Việt được chia làm 3 cấp (Sơ cấp, Trung cấp và Cao cấp) và 6 bậc (từ Bậc 1 đến Bậc 6 và tương thích với các bậc từ A1 đến C2 trong CEFR). Cụ thể như sau:
- Sơ cấp: có Bậc 1 ~ A1 và Bậc 2 ~ A2.
- Trung cấp: có Bậc 3 ~ B1 và Bậc 4 ~ B2.
- Cao cấp: có Bậc 5 ~ C1 và Bậc 6 ~ C2.

## Chi tiết 6 bậc ngoại ngữ theo quy định của Việt Nam
- Sơ cấp - Bậc 1 (Tương đương CEFR A1): Có thể hiểu, sử dụng các cấu trúc quen thuộc thường nhật; các từ ngữ cơ bản đáp ứng nhu cầu giao tiếp cụ thể. Có thể tự giới thiệu bản thân và người khác; có thể trả lời những thông tin về bản thân như nơi sinh sống, người thân/bạn bè v.v… Có thể giao tiếp đơn giản nếu người đối thoại nói chậm, rõ ràng và sẵn sàng hợp tác giúp đỡ.

- Sơ cấp - Bậc 2 (Tương đương CEFR A2):  Có thể hiểu được các câu và cấu trúc được sử dụng thường xuyên liên quan đến nhu cầu giao tiếp cơ bản (như các thông tin về gia đình, bản thân, đi mua hàng, hỏi đường, việc làm). Có thể trao đổi thông tin về những chủ đề đơn giản, quen thuộc hằng ngày. Có thể mô tả đơn giản về bản thân, môi trường xung quanh và những vấn đề thuộc nhu cầu thiết yếu.

- Trung cấp - Bậc 1 (Tương đương CEFR B1): Có thể hiểu được các ý chính của một đoạn văn hay bài phát biểu chuẩn mực, rõ ràng về các chủ đề quen thuộc trong công việc, trường học, giải trí, v.v... Có thể xử lý hầu hết các tình huống xảy ra khi đến khu vực có sử dụng ngôn ngữ đó. Có thể viết đoạn văn đơn giản liên quan đến các chủ đề quen thuộc hoặc cá nhân quan tâm. Có thể mô tả được những kinh nghiệm, sự kiện, giấc mơ, hy vọng, hoài bão và có thể trình bày ngắn gọn các lý do, giải thích ý kiến và kế hoạch của mình.

- Trung cấp - Bậc 2 (Tương đương CEFR B2): Có thể hiểu ý chính của một văn bản phức tạp về các chủ đề cụ thể và trừu tượng, kể cả những trao đổi kỹ thuật thuộc lĩnh vực chuyên môn của bản thân. Có thể giao tiếp ở mức độ trôi chảy, tự nhiên với người bản ngữ. Có thể viết được các văn bản rõ ràng, chi tiết với nhiều chủ đề khác nhau và có thể giải thích quan điểm của mình về một vấn đề, nêu ra được những ưu điểm, nhược điểm của các phương án lựa chọn khác nhau.

- Cao cấp - Bậc 1 (Tương đương CEFR C1): Có thể hiểu và nhận biết được hàm ý của các văn bản dài với phạm vi rộng. Có thể diễn đạt trôi chảy, tức thì, không gặp khó khăn trong việc tìm từ ngữ diễn đạt. Có thể sử dụng ngôn ngữ linh hoạt và hiệu quả phục vụ các mục đích xã hội, học thuật và chuyên môn. Có thể viết rõ ràng, chặt chẽ, chi tiết về các chủ đề phức tạp, thể hiện được khả năng tổ chức văn bản, sử dụng tốt từ ngữ nối câu và các công cụ liên kết.

- Cao cấp - Bậc 2 (Tương đương CEFR C2): Có thể hiểu một cách dễ dàng hầu hết văn nói và viết. Có thể tóm tắt các nguồn thông tin nói hoặc viết, sắp xếp lại thông tin và trình bày lại một cách logic. Có thể diễn đạt tức thì, rất trôi chảy và chính xác, phân biệt được các ý nghĩa tinh tế khác nhau trong các tình huống phức tạp.

## Cơ sở và mục tiêu của quy định
Khung năng lực ngoại ngữ Việt Nam được phát triển trên cơ sở tham chiếu, ứng dụng CEFR (Khung tham chiếu trình độ ngôn ngữ chung của Châu Âu) và một số khung trình độ tiếng Anh của các nước, kết hợp với tình hình và điều kiện thực tế dạy, học và sử dụng ngoại ngữ ở Việt Nam. Với cách tư duy và làm này, xuất phát điểm và mục tiêu thì có thể đúng song lại kết hợp tình hình VN vào thời điểm hiện tại thì không phải là cách làm tốt bởi xuất phát điểm thường là thấp và rất thấp. Chính vì vậy, các nỗ lực cải cách vấn đề này hầu hết dẫm chân tại chỗ hoặc kết quả rất khiêm tốn.

## Ứng dụng
Khung này được ứng dụng trong hệ thống giáo dục nhằm đánh giá năng lực của giáo viên và xếp hạng họ . Theo đó khung này đóng vai trò để chia giáo viên ra làm 3 hạng.